# 山子內
山子內，原寫為山仔內，是台灣雲林縣元長鄉的一個傳統地域名稱，位於該鄉西北半葉的北部中央地帶。相較於今日行政區，其範圍大致包括山內村不含東北端及南部西側向南凸出部分、長南村北部凸出部分的東北部、長北村北部。

## 歷史
台灣清治末期至日治初期，山子內地區為一（舊制）街庄，稱為「山仔內庄」，隸屬於白沙墩堡。該庄西北隔舊虎尾溪與月眉庄、埔姜崙庄為界，東北及東與後湖庄、子茂庄為鄰，南邊為元長庄，西邊為合和庄。
1901年（日治明治三十四年）11月，全台廢縣廳改設二十廳，該庄隸屬於斗六廳。1903年（明治三十六年）6月，該庄編入「元長區」，隸屬於斗六廳。1909年（明治四十二年）10月，合併二十廳為十二廳，元長區改隸屬於嘉義廳。1920年（大正九年），全台地方制度大改正，廢十二廳改設五州二廳，該庄改制並雅化為「山子內」大字，隸屬於臺南州北港郡（新制）元長庄。
戰後元長庄改制為元長鄉，隸屬於臺南縣，大字亦改制為村。1950年10月，雲、嘉、南分治，元長鄉改隸屬雲林縣。

## 聚落
本地區發展較早的聚落為山仔內、葱仔藔等，在日治期初期的官方地圖上已有記載。此外，本地區尚有頂山仔內、古松等聚落。

## 交通
省道台78線即「東西向快速公路－台西古坑線」，是雲林縣境內的東西向快速公路，大致以西南西—東北東走向經過本地區北端，並在東鄰後湖境內的省道台19線交會處設有元長交流道。由此向西南西蜿蜒而行可前往東勢鄉、臺西鄉並止於省道台61線（西部濱海快速公路）交會處的台西交流道；向東北東蜿蜒而行可前往土庫鎮、虎尾鎮、斗南鎮、大埤鄉、古坑鄉，並止於國道3號古坑系統交流道；其間亦可於斗南鎮、大埤鄉交界處的雲林系統交流道轉接國道1號前往台灣西部南北各地。
省道台19線又稱「中央公路」，是彰化至台南永康的幹道，大致以東北微北—西南微南走向轉北向南經過本地區。由該道路向東北微北經省道台78線（東西向快速公路－台西古坑線）元長交流道後可前往襃忠鄉、崙背鄉、二崙鄉西北部、竹塘鄉等地；向南可前往元長鄉市區、北港鎮、六腳鄉、朴子市等地。
縣道160號是四湖鄉三條崙至土庫鎮無底潭的道路，大致以橫向經過本地區南部邊界外不遠處，並穿越元長市區。由該道路向西北西轉西南可前往四湖鄉並止於三條崙；向東北東轉東南東可前往土庫鎮西南部糞箕湖地區的無底潭並止於縣道145號路口。
鄉道雲100線是潭東至土庫的道路，大致以西南—東北走向轉西北西—東南東走向經過本地區，並與省道台19線交會於葱仔寮聚落東南側。由該道路向西南可前往合和、元長西端、潭內地區，並止於該地區瓦磘（潭東）聚落的鄉道雲166線路口；向東南東可前往子茂北端、埤腳、新興北部、土庫，並止於土庫圓環，也就是縣道145甲線起點路口暨鄉道雲173線起點路口。
鄉道雲109線是溪底至子茂的道路，其西北側端點（起點）位於本地區北端舊省道台19線（三民路）路口（東鄰後湖地區溪底聚落西南郊）。由此向東北出境後可前往後湖、子茂，並止於縣道160號路口。

## 學校
- 山內國小